# Tour of the Alps 2024
Il Tour of the Alps 2024, quarantasettesima edizione della corsa, valido come prova dell'UCI ProSeries 2024 categoria 2.Pro, si svolse in cinque tappe dal 15 al 19 aprile 2024 su un percorso di 708,7 km, con partenza da Egna e arrivo a Levico Terme, in Italia. La vittoria fu appannaggio dello spagnolo Juan Pedro López, il quale completò il percorso in 18h20'43", alla media di 38,631 km/h, precedendo l'australiano Ben O'Connor e l'italiano Antonio Tiberi. 

## Tappe
| Tappa  | Data      | Percorso                                    | km    | Vincitore di tappa     | Leader cl. generale |
| ------ | --------- | ------------------------------------------- | ----- | ---------------------- | ------------------- |
| 1ª     | 15 aprile | Egna > Cortina sulla Strada del Vino        | 133,3 | Tobias Foss            | Tobias Foss         |
| 2ª     | 16 aprile | Salorno sulla Strada del Vino > Stans (AUT) | 190,7 | Alessandro De Marchi   | Tobias Foss         |
| 3ª     | 17 aprile | Schwaz (AUT) > Schwaz (AUT)                 | 124,8 | Juan Pedro López       | Juan Pedro López    |
| 4ª     | 18 aprile | Laives > Borgo Valsugana                    | 141,3 | Simon Carr             | Juan Pedro López    |
| 5ª     | 19 aprile | Levico Terme > Levico Terme                 | 118,6 | Aurélien Paret-Peintre | Juan Pedro López    |
| Totale | Totale    | Totale                                      | 708,7 |                        |                     |

## Squadre e corridori partecipanti
| N.    | Cod. | Squadra                         |
| ----- | ---- | ------------------------------- |
| 1-7   | IGD  | Ineos Grenadiers                |
| 11-16 | BOH  | Bora-Hansgrohe                  |
| 21-26 | TBV  | Bahrain Victorious              |
| 31-37 | DAT  | Decathlon AG2R La Mondiale Team |
| 41-47 | EFE  | EF Education-EasyPost           |
| 51-57 | LTK  | Lidl-Trek                       |
| 61-67 | MOV  | Movistar Team                   |
| 71-77 | JAY  | Team Jayco AlUla                |
| 81-87 | DFP  | Team DSM-Firmenich PostNL       |

| N.      | Cod. | Squadra                       |
| ------- | ---- | ----------------------------- |
| 91-97   | COR  | Corratec Vini Fantini         |
| 101-107 | EKP  | Equipo Kern Pharma            |
| 111-117 | EUS  | Euskaltel-Euskadi             |
| 121-127 | TDT  | TDT-Unibet                    |
| 131-137 | PTK  | Team Polti Kometa             |
| 141-147 | TUD  | Tudor Pro Cycling Team        |
| 151-157 | VBF  | VF Group-Bardiani CSF-Faizanè |
| 161-167 | UKO  | JCL Team UKYO                 |
| 171-177 | AUT  | Austria                       |

## Dettagli delle tappe

### 1ª tappa
- 15 aprile: Egna > Cortina sulla Strada del Vino - 133,3 km

Risultati
| Pos. | Corridore      | Squadra | Tempo    |
| ---- | -------------- | ------- | -------- |
| 1    | Tobias Foss    | Ineos   | 3h17'06" |
| 2    | Chris Harper   | Jayco   | s.t.     |
| 3    | Esteban Chaves | EF      | s.t.     |

| Pos. | Corridore      | Squadra | Tempo    |
| ---- | -------------- | ------- | -------- |
| 1    | Tobias Foss    | Ineos   | 3h16'56" |
| 2    | Chris Harper   | Jayco   | a 4"     |
| 3    | Esteban Chaves | EF      | a 6"     |

### 2ª tappa
- 16 aprile: Salorno sulla Strada del Vino > Stans (AUT) - 190,7 km

Risultati
| Pos. | Corridore            | Squadra | Tempo    |
| ---- | -------------------- | ------- | -------- |
| 1    | Alessandro De Marchi | Jayco   | 4h47'37" |
| 2    | Patrick Gamper       | Bora    | a 1'20"  |
| 3    | Simon Pellaud        | Tudor   | a 1'24"  |

| Pos. | Corridore      | Squadra | Tempo    |
| ---- | -------------- | ------- | -------- |
| 1    | Tobias Foss    | Ineos   | 8h06'20" |
| 2    | Chris Harper   | Jayco   | a 4"     |
| 3    | Esteban Chaves | EF      | a 6"     |

### 3ª tappa
- 17 aprile: Schwaz (AUT) > Schwaz (AUT) - 124,8 km

Risultati
| Pos. | Corridore         | Squadra  | Tempo    |
| ---- | ----------------- | -------- | -------- |
| 1    | Juan Pedro López  | Lidl     | 3h16'11" |
| 2    | Giulio Pellizzari | Bardiani | a 22"    |
| 3    | Tobias Foss       | Ineos    | a 38"    |

| Pos. | Corridore        | Squadra   | Tempo     |
| ---- | ---------------- | --------- | --------- |
| 1    | Juan Pedro López | Lidl      | 11h24'34" |
| 2    | Tobias Foss      | Ineos     | a 31"     |
| 3    | Ben O'Connor     | Decathlon | a 45"     |

### 4ª tappa
- 18 aprile: Laives > Borgo Valsugana - 141,3 km

Risultati
| Pos. | Corridore      | Squadra   | Tempo    |
| ---- | -------------- | --------- | -------- |
| 1    | Simon Carr     | EF        | 4h06'27" |
| 2    | Michael Storer | Tudor     | a 1'19"  |
| 3    | Ben O'Connor   | Decathlon | s.t.     |

| Pos. | Corridore        | Squadra   | Tempo     |
| ---- | ---------------- | --------- | --------- |
| 1    | Juan Pedro López | Lidl      | 15h30'23" |
| 2    | Ben O'Connor     | Decathlon | a 38"     |
| 3    | Antonio Tiberi   | Bahrain   | a 48"     |

### 5ª tappa
- 19 aprile: Levico Terme > Levico Terme - 118,6 km

Risultati
| Pos. | Corridore        | Squadra   | Tempo    |
| ---- | ---------------- | --------- | -------- |
| 1    | A. Paret-Peintre | Decathlon | 2h50'20" |
| 2    | Antonio Tiberi   | Bahrain   | s.t.     |
| 3    | V. Paret-Peintre | Decathlon | s.t.     |

| Pos. | Corridore        | Squadra   | Tempo     |
| ---- | ---------------- | --------- | --------- |
| 1    | Juan Pedro López | Lidl      | 18h20'43" |
| 2    | Ben O'Connor     | Decathlon | a 38"     |
| 3    | Antonio Tiberi   | Bahrain   | a 42"     |

## Evoluzione delle classifiche
| Tappa              | Vincitore              | Classifica generale Maglia verde | Classifica scalatori Maglia azzurra | Classifica a punti Maglia rossa | Classifica giovani Maglia bianca | Classifica a squadre       |
| ------------------ | ---------------------- | -------------------------------- | ----------------------------------- | ------------------------------- | -------------------------------- | -------------------------- |
| 1ª                 | Tobias Foss            | Tobias Foss                      | Mattia Bais                         | Tobias Foss                     | Antonio Tiberi                   | Ineos Grenadiers           |
| 2ª                 | Alessandro De Marchi   | Tobias Foss                      | Mattia Bais                         | Alessandro De Marchi            | Antonio Tiberi                   | Team Jayco AlUla           |
| 3ª                 | Juan Pedro López       | Juan Pedro López                 | Mattia Bais                         | Tobias Foss                     | Antonio Tiberi                   | Decathlon AG2R La Mondiale |
| 4ª                 | Simon Carr             | Juan Pedro López                 | Simon Carr                          | Tobias Foss                     | Antonio Tiberi                   | Bahrain Victorious         |
| 5ª                 | Aurélien Paret-Peintre | Juan Pedro López                 | Simon Carr                          | Tobias Foss                     | Antonio Tiberi                   | Bahrain Victorious         |
| Classifiche finali | Classifiche finali     | Juan Pedro López                 | Simon Carr                          | Tobias Foss                     | Antonio Tiberi                   | Bahrain Victorious         |

Maglie indossate da altri ciclisti in caso di due o più maglie vinte
- Nella 2ª tappa Chris Harper ha indossato la maglia rossa al posto di Tobias Foss.

## Classifiche finali

### Classifica generale - Maglia verde
| Pos. | Corridore         | Squadra   | Tempo     |
| ---- | ----------------- | --------- | --------- |
| 1    | Juan Pedro López  | Lidl      | 18h20'43" |
| 2    | Ben O'Connor      | Decathlon | a 38"     |
| 3    | Antonio Tiberi    | Bahrain   | a 42"     |
| 4    | V. Paret-Peintre  | Decathlon | a 44"     |
| 5    | Romain Bardet     | DSM       | a 48"     |
| 6    | Wout Poels        | Bahrain   | s.t.      |
| 7    | Michael Storer    | Tudor     | a 1'40"   |
| 8    | Giulio Pellizzari | VF Group  | a 1'54"   |
| 9    | Iván Sosa         | Movistar  | a 2'55"   |
| 10   | Davide Piganzoli  | Polti     | a 2'58"   |

### Classifica scalatori - Maglia azzurra
| Pos. | Corridore         | Squadra  | Punti |
| ---- | ----------------- | -------- | ----- |
| 1    | Simon Carr        | EF       | 24    |
| 2    | Wout Poels        | Bahrain  | 20    |
| 3    | Juan Pedro López  | Lidl     | 14    |
| 4    | Hugh Carthy       | EF       | 10    |
| 5    | Giulio Pellizzari | VF Group | 10    |

### Classifica a punti - Maglia rossa
| Pos. | Corridore        | Squadra   | Punti |
| ---- | ---------------- | --------- | ----- |
| 1    | Tobias Foss      | Ineos     | 57    |
| 2    | Antonio Tiberi   | Bahrain   | 42    |
| 3    | Juan Pedro López | Lidl      | 36    |
| 4    | Simon Carr       | EF        | 35    |
| 5    | A. Paret-Peintre | Decathlon | 31    |

### Classifica giovani - Maglia bianca
| Pos. | Corridore         | Squadra   | Tempo     |
| ---- | ----------------- | --------- | --------- |
| 1    | Antonio Tiberi    | Bahrain   | 18h21'25" |
| 2    | V. Paret-Paintre  | Decathlon | a 2"      |
| 3    | Giulio Pellizzari | VF Group  | a 1'12"   |
| 4    | Davide Piganzoli  | Polti     | a 2'16"   |
| 5    | Mathys Rondel     | Tudor     | a 3'35"   |

### Classifica a squadre
| Pos. | Squadra                         | Tempo     |
| ---- | ------------------------------- | --------- |
| 1    | Bahrain Victorious              | 58h28'15" |
| 2    | Decathlon AG2R La Mondiale Team | a 5'55"   |
| 3    | Movistar Team                   | a 21'37"  |
| 4    | Ineos Grenadiers                | a 26'21"  |
| 5    | Lidl-Trek                       | a 26'51"  |